# Taraxacum aurosulum
Taraxacum aurosulum — вид квіткових рослин з родини айстрових (Asteraceae). Вид зростає в Європі: Англія, Уельс, Шотландія, Північна Ірландія, Ірландія, Данія, Норвегія, Швеція; Фінляндія, Нідерланди, Бельгія, Німеччина, Швейцарія, Польща, Чехія, Франція, Естонія; це багаторічна рослина помірних біомів.